# ジョヴァンナ・ダラゴーナ (1455-1517)
ジョヴァンナ・ダラゴーナ（Giovanna d'Aragona, 1455年6月16日 - 1517年1月9日）は、ナポリ王フェルディナンド1世（フェランテ）の2番目の王妃。アラゴン王フアン2世とその2番目の王妃フアナ・エンリケスの間の娘。アラゴン王・ナポリ王フェルナンド2世の妹。スペイン語名はフアナ・デ・アラゴン（Juana de Aragón）。

## 生涯
フェランテ王は父フアン2世の兄アラゴン・ナポリ王アルフォンソ5世の非嫡出子で、フアン2世の末娘ジョヴァンナを後妻として求め、フアン2世に認められた。1476年9月14日に代理結婚式が、10月5日にナバラで婚姻契約の署名式が、11月25日に婚姻契約の批准式が行われた。フアン2世がジョヴァンナのために用意した花嫁持参金は10万金フローリンだった。フェランテ王は王妃化粧料としてソレント、テアーノ、イゼルニア、テーラモ、スルモナ、フランカヴィッラ、ノチェーラなど多くの公爵領・都市をジョヴァンナに贈ったうえ、年額2万ドゥカーティもの高額の年金受給資格を与えた。フェランテ王の長男カラブリア公アルフォンソが1477年6月11日にイベリア半島に向けてナポリを発ち、同年9月1日ジョヴァンナを船に乗せてナポリへ連れ帰った。正式な婚礼が同年9月14日に王妃の同国人であるロドリーゴ・ボルジア枢機卿の司式で行われた。ジョヴァンナは1479年に女児ジョヴァネッラを、1480年に男児カルロを出産したが、男児の方はすぐに亡くなった。
ジョヴァンナはナポリ国政への関与に積極的で、教皇インノケンティウス8世とデッラ・ローヴェレ枢機卿に教唆された領主アントネッロ・サンセヴェリーノ主導の反乱発生後の1485年8月、諸地方の領主の夫君フェランテ王に対する忠誠心を保証させるために、王国の領内各地を旅行している。この反乱の鎮圧後、ジョヴァンナは娘を連れてアブルッツォ州に向かい、同州ラクイラの諸修道院に詣でた。
1494年1月25日、フェランテ王が71歳で死去し、カラブリア公がアルフォンソ2世として即位した。王妃の座を失ったジョヴァンナのショックは大きく、5月8日に行われた継息子アルフォンソ2世の戴冠式にも出席できなかった。彼女はこれ以降、自分の全ての手紙に自分の呼称として「嘆きの女王（la triste reyna）」という表現を使った。アルフォンソ王は継母を気遣い、ジョヴァンナ王太后にナポリ王国総監（国王不在時の総督職）の地位を与えた。1495年フランス軍がナポリに侵攻すると、アルフォンソ2世は退位して息子のフェルディナンド2世（フェランディーノ）に譲位した。その際アルフォンソ王は息子に、出来るかぎりジョヴァンナ王太后の助言を受け入れて行動すること、そして王太后の機嫌を損ねないことを訓告して宮廷を去った。フランス軍の退却後、ナポリ王室が1495年10月13日にナポリに帰還すると、ジョヴァンナ王太后は娘ジョヴァネッラと新国王との婚姻を提案、2人の婚礼は1496年2月28日に行われた。しかしフェランディーノは半年後にマラリアのため急死、ジョヴァネッラは17歳で未亡人となり、母親と同じく「嘆きの女王」と手紙に署名するようになる。
王太后として政治的影響力を保ちたいジョヴァンナは、娘ジョヴァネッラを王の後継にしようと画策したり、実兄のアラゴン王フェルナンド2世に正統な王位継承権（フェランテの家系は庶子のため）を主張してナポリ王位に就くよう唆したりしたが、いずれも上手くいかず、アルフォンソ2世の異母弟フェデリーコ1世が次の王となった。新王フェデリーコ1世とジョヴァンナ王太后との関係は当初極めて冷淡なもので、ジョヴァンナは新王の即位後すぐに総監職を辞してアヴェルサに隠遁し、フェデリーコの戴冠式にも出席しなかった。1年後、ジョヴァンナは総監職に復帰してナポリ宮廷に戻るが、今度は王妃イザベッラと共同で総監を務める形となった。
1504年再度のフランス侵攻の後、ジョヴァンナは実兄アラゴン王フェルナンド2世がナポリ王を兼ねるナポリ宮廷に帰還し、静かな余生を送った。1517年に病を得てすぐに亡くなった。娘ジョヴァネッラも翌年母親の後を追うように死んだ。

## 子女
- ジョヴァンナ（ジョヴァネッラ）（1478年 - 1518年） - ナポリ王フェルディナンド2世と結婚
- カルロ（1480年 - 1486年） - チフスで夭折

## 引用・脚注
1. 1 2 3 4 5 6 7 8 9 10 11  Doria, Piero. “Giovanna d'Aragona, regina di Napoli” (イタリア語). L'enciclopedia italiana.   treccani.it. 2012年3月18日閲覧。